# Amin Sarr
Amin Sarr, né le 11 mars 2001 à Malmö en Suède, est un footballeur suédois qui évolue au poste d'avant-centre ou d'ailier gauche à l'Hellas Verona.

## Biographie

### Malmö FF
Né à Malmö en Suède, Amin Sarr est formé par le club de sa ville natale, le Malmö FF. Le 23 avril 2020, il signe son premier contrat professionnel avec son club formateur, le liant avec Malmö jusqu'en 2021. Il joue son premier match en professionnel le 16 juillet 2020, lors d'une rencontre de championnat face à l'Östersunds FK. Il entre en jeu à la place de Søren Rieks lors de cette rencontre remportée par son équipe sur le score de deux buts à un. Le 2 août 2020, il connaît sa première titularisation lors d'un match de championnat face à l'IFK Göteborg. Débutant la partie sur l'aile droite de l'attaque de Malmö, il se distingue en inscrivant également son premier but en professionnel, sur une passe décisive d'Erdal Rakip. Son équipe s'impose sur le score de trois buts à zéro ce jour-là. Le 6 août 2020, il prolonge son contrat avec Malmö jusqu'en 2023.
Il devient champion de Suède en 2020,.

### SC Heerenveen
Le 31 janvier 2022, Amin Sarr quitte définitivement le Malmö FF et s'engage avec le SC Heerenveen, où il s'engage pour un contrat courant jusqu'en juin 2025,.
Sarr inscrit son premier but pour Heerenveen le 18 mars 2022, lors d'une rencontre de championnat contre l'Heracles Almelo. Il est titularisé et ouvre le score, contribuant ainsi à la victoire des siens (2-0 score final).
En une saison et demie, il parvient à faire ses preuves en jouant 35 matchs pour un total de 11 buts inscrits et 5 passes décisives.

### Olympique lyonnais
Le 30 janvier 2023, un an après avoir rejoint le club néerlandais, il quitte Heerenveen pour l'Olympique lyonnais, avec lequel il s'engage jusqu'en 2027, pour un montant de 11 millions d'euros et 1 de bonus, assortis d'un intéressement de 10 % en cas de revente.
Le 25 février 2023, il inscrit son premier but en Ligue 1 sur la pelouse du SCO d'Angers, match qui se solde par une victoire de l'OL (1-3).

### VfL Wolfsburg
Le 30 août 2023, dans les dernières heures du mercato estival, il s'engage avec Wolfsburg sous la forme d'un prêt avec une option d'achat estimée à 15 millions d'euros.
Sarr fait sa première apparition pour Wolfsburg en entrant en jeu le 2 septembre 2023, lors d'une rencontre de championnat face au TSG 1899 Hoffenheim (défaite 3-1 de Wolfsburg).

### En sélection nationale
Le 13 octobre 2020, il inscrit son premier but avec les espoirs, lors d'une rencontre face à l'Arménie. La Suède s'impose sur le très large score de 10-0 dans cette rencontre des éliminatoires de l'Euro Espoirs 2021.

## Statistiques
| Saison                | Club                  | Championnat           | Championnat | Championnat | Championnat | Coupe(s) nationale(s) | Coupe(s) nationale(s) | Coupe(s) nationale(s) | Compétition(s) continentale(s) | Compétition(s) continentale(s) | Compétition(s) continentale(s) | Compétition(s) continentale(s) | Total | Total | Total |
| Saison                | Club                  | Division              | M.          | B.          | P.d.        | M.                    | B.                    | P.d.                  | Comp.                          | M.                             | B.                             | P.d.                           | M.    | B.    | P.d.  |
| 2020                  | Malmö FF              | Allsvenskan           | 17          | 1           | 1           | 0                     | 0                     | 0                     | C3                             | 3                              | 0                              | 0                              | 20    | 1     | 1     |
| 2021                  | Malmö FF              | Allsvenskan           | 3           | 0           | 0           | 3                     | 1                     | 0                     | C1                             | 1                              | 0                              | 0                              | 7     | 1     | 0     |
| Sous-total            | Sous-total            | Sous-total            | 20          | 1           | 1           | 3                     | 1                     | 0                     | -                              | 4                              | 0                              | 0                              | 27    | 2     | 1     |
| 2021                  | Mjällby AIF (prêt)    | Allsvenskan           | 19          | 8           | 1           | 1                     | 0                     | 0                     | -                              | -                              | -                              | -                              | 20    | 8     | 1     |
| 2021-2022             | SC Heerenveen         | Eredivisie            | 15          | 6           | 1           | 0                     | 0                     | 0                     | C4                             | 2                              | 1                              | 0                              | 17    | 7     | 1     |
| 2022-2023             | SC Heerenveen         | Eredivisie            | 19          | 5           | 4           | 1                     | 0                     | 1                     | -                              | -                              | -                              | -                              | 20    | 5     | 5     |
| Sous-total            | Sous-total            | Sous-total            | 35          | 11          | 5           | 1                     | 0                     | 1                     | -                              | 2                              | 1                              | 0                              | 38    | 12    | 6     |
| 2022-2023             | Olympique lyonnais    | Ligue 1               | 13          | 1           | 1           | 2                     | 0                     | 0                     | -                              | -                              | -                              | -                              | 15    | 1     | 1     |
| 2023-2024             | Olympique lyonnais    | Ligue 1               | 2           | 0           | -           | -                     | -                     | -                     | -                              | -                              | -                              | -                              | 2     | 0     | 0     |
| Sous-total            | Sous-total            | Sous-total            | 15          | 1           | 1           | 2                     | 0                     | 0                     | -                              | -                              | -                              | -                              | 17    | 1     | 1     |
| 2023-2024             | VfL Wolfsburg (prêt)  | Bundesliga            | 11          | 0           | -           | -                     | -                     | -                     | -                              | -                              | -                              | -                              | 11    | 0     | 0     |
| Total sur la carrière | Total sur la carrière | Total sur la carrière | 100         | 21          | 8           | 7                     | 1                     | 1                     | -                              | 6                              | 1                              | 0                              | 113   | 23    | 9     |

## Palmarès
Malmö FF
- Championnat de Suède (1) :
  - Champion : 2020.